# 彭勖
彭 勗（ほう きょく、1390年 - 1470年）は、明代の官僚・儒学者。字は祖期、号は眷庵。本貫は吉安府永豊県。

## 生涯
彭叔敏と黄氏のあいだの子として生まれた。7歳のとき、仏寺に入ったが、礼拝しなかった。僧が彭勗に礼拝させようとすると、彭勗は「仏は衣冠をせず、肌脱ぎで裸足の姿である。どうして礼拝することがあろうか」と叱った。
1415年（永楽13年）、進士に及第した。高齢の親を養うため、郷里に近い任地を希望し、南雄府教授に任じられた。学舎の後には祠があり、たびたび光怪が現れたことから、学官の弟子が連れ立って祠を祭祀した。彭勗は祠を撤去して焼き捨てた。任期を満了すると、建寧府教授に転じた。副使の王増が病にかかり、医者の許宗道は諸生の游亨が舎のそばに童五郎祠を立てて厭魅呪殺をおこなっていると誣告した。王増は怒って、游亨の家の7人を重罪に処し、祠の近くの住民400家を獄に下した。彭勗は游氏は巫者ではなく、五郎は邪神ではなく、初めて五郎に土地を喜捨したのは城を築いた人であると郡志に掲載されていると反論した。王増は驚いて、図経を紐解いてこれを証明すると、恥じ入って後悔し、事件は解決をみた。ときに建寧府崇安県の朱熹の故宅には、祠があったが祭はなかった。彭勗は上疏して春秋に祭祠をおこない、子孫の徭役を免除するよう請願した。また尊賢堂を創建し、胡安国・蔡沈・真徳秀を祭祀した。
1436年（正統元年）、彭勗は楊士奇の推薦により召し出されて、御史に任じられた。はじめて提学官が設置されると、彭勗は南畿学校の提督を命じられた。詳しく教条を立て、士風は大いに振るった。南朝梁の武帝にはじまる修斎や宋の徽宗にはじまる設醮を廃止するよう上疏した。庵院を立てるのを禁止し、僧尼に度牒を発給するのを止めるよう言上した。また真定・保定・山東の民1万人あまりが鳳陽府潁州に逃亡しているのは、守令たちが災害を隠して横暴な収奪をおこなっているのが原因であるとし、厚く民衆をいたみあわれみ、守令の成績評価を戸口の増減で判断するよう請願した。また南京諸衛武学の設置を請願した。いずれも英宗に聞き入れられた。母が死去したため、彭勗は辞職して帰郷し、喪に服した。1445年（正統10年）、彭勗は官に復帰し、吏部考功郎中となった。のちに山東按察副使として出向した。1449年（正統14年）、土木の変が起こると、たびたび軍事について言上した。1453年（景泰4年）、直言が容れられなかったことから、致仕して帰郷した。1470年（成化6年）、死去した。享年は81。著書に『書伝通釈』6巻・『山東郡邑勝覧』9巻があった。